# Neufchâtel-en-Saosnois
Neufchâtel-en-Saosnois – miejscowość i gmina we Francji, w regionie Kraj Loary, w departamencie Sarthe.
Według danych na rok 1990 gminę zamieszkiwały 794 osoby, a gęstość zaludnienia wynosiła 34 osoby/km² (wśród 1504 gmin Kraju Loary, Neufchâtel-en-Saosnois plasuje się na 676. miejscu pod względem liczby ludności, natomiast pod względem powierzchni na miejscu 442.).